# 伊賀屋勘右衛門
伊賀屋 勘右衛門（いがや かんえもん、生没年不詳）は、江戸時代の浮世絵の版元。

## 来歴
文亀堂、伊賀勘と号し、正徳または享保から嘉永頃、活躍している。鳥居清信、鳥居清倍や懐月堂度繁など初期の浮世絵に優品がみられる。始め元禄後期から寛延期に伊賀屋と号して元浜町で、伝鳥居清信、鳥居清倍、石川豊信の丹絵、漆絵、紅摺絵などを出版している。
後に伊賀屋勘右衛門として享保から嘉永期にかけて茅場町、新和泉町、小舟町2丁目中橋通、高砂町小兵衛店、大伝馬町2丁目吉右衛門店、神田鍋町西横町助右衛門店、神田鍛冶町2丁目与兵衛店、堀江町で営業しており、鳥居清信、鳥居清倍、懐月堂度繁、西村重長、羽川珍重の丹絵、漆絵や勝川春好、歌川豊国、歌川国貞の錦絵を出版したほか、紀海音作などの常盤津節の正本を出版している。

## 作品
- 無款 「いわ井左源太 かつ山又五郎」 細判 丹絵 元禄13年‐元禄14年ころ ※鳥居清信作とされる
- 鳥居清倍 「市川団蔵」 細判 漆絵 享保前期
- 石川豊信 「中村喜代三郎の八百屋お七と尾上菊五郎の小性吉三」 細判 紅摺絵 寛延 以上、伊賀屋版
- 鳥居清信 「二世市川団十郎呉服売と門之助の久松」
- 鳥居清倍 「伊達男立姿」 大々判 丹絵 正徳
- 懐月堂度繁 「猫とたわむれる遊女」 大々判 丹絵 正徳
- 懐月堂度繁「笹りんどう美人」
- 懐月堂度繁「千鳥と松模様立美人」
- 鳥居清倍 「（出陣）髪すき」 大々判 丹絵
- 鳥居清倍「星合なごや」
- 鳥居清倍「鷹と猿」
- 鳥居清倍「竹抜き五郎」 横大判 丹絵 享保2年 太田記念美術館所蔵
- 紀海音作『八百屋お七恋桜』 浄瑠璃本  享保3年（1718年）
- 西村重長 「孔雀」 細判 漆絵
- 西村重長「こせう風（三幅対中）」 細判 漆絵 シカゴ美術館所蔵
- 羽川珍重 「祐経湯殿始」 大小暦
- 勝川春好 「七世片岡仁左衛門と六世市川団十郎」 細判 錦絵 寛政中後期
- 歌川豊国 『敵討天竺徳兵衛』 合巻 山東京伝作 文化5年（1808年）
- 歌川国貞 「三世尾上菊五郎の菅丞相」 大判 錦絵 文政8年（1825年）
- 常磐津須賀太夫編『常磐種』 浄瑠璃本  初版文化8年（1811年）、嘉永2年（1849年）版あり